# Småtjärnarna (Haverö socken, Medelpad, 691732-146649)
Småtjärnarna är en sjö i Ånge kommun i Medelpad och ingår i Ljungans huvudavrinningsområde. Sjöns area är 0,007 kvadratkilometer och den befinner sig 320 meter över havet.